# زمان‌سنجی در مریخ

طول و زمان فصل مریخ (به رنگ قرمز) در مقایسه با فصول روی زمین (به رنگ آبی)، با نشانه‌هایی برای اعتدال بهاری و حضیض

زمان‌سنجی در مریخ یا اندازه‌گیری زمان در مریخ (انگلیسی: Timekeeping on Mars) شامل پیگیری زمان و تاریخ در سیارهٔ مریخ، مستقل از زمان و تقویم‌های زمین است. هرچند که هیچ شیوهٔ استاندارد مشخصی در این باره وجود ندارد، تقویم‌های متعدد و سایر روش‌های زمان‌سنجی برای سیاره مریخ پیشنهاد شده‌اند. رایج‌ترین موردی که در ادبیات علمی دیده می‌شود، زمان سال را به‌عنوان تعداد درجات از اعتدال بهاری شمالی نشان می‌دهد، و به‌طور فزاینده‌ای از شماره‌گذاری سال‌های مریخی در اعتدالی که در ۱۱ آوریل ۱۹۵۵ رخ داده است، استفاده می‌شود.
مریخ دارای شیب محوری و دوره چرخش مشابهی به زمین است؛ بنابراین، فصل‌های بهار، تابستان، پاییز و زمستان را بسیار شبیه زمین تجربه می‌کند. یک سول یا روز مریخی کمتر از یک ساعت طولانی‌تر از یک روز زمینی است. طول یک سال مریخ (یکبار گردش به دور خورشیدی) تقریباً دو برابر زمین است، اگرچه خروج از مرکز مداری آن به‌طور قابل توجهی بزرگتر است، که باعث می‌شود طول آن فصل‌ها به‌طور قابل توجهی متفاوت باشد.